# Amfístratos
Amfístratos o Amfístrat (en llatí Amphistratus, en grec antic Ἀμφίστρατος "Amphístratos") fou un escultor grec que va florir cap el 324 aC.
A partir de les mencions que en fan Plini el Vell i Tacià se suposa que la majoria de les seves obres eren en bronze i les seves escultures s'assemblaven les unes amb les altres.